# Genoa Open Challenger 2023
Il Genoa Open Challenger 2023 è stato un torneo maschile di tennis professionistico giocato sulla terra rossa. È stata la 19ª edizione del torneo, facente parte della categoria Challenger 125 nell'ambito dell'ATP Challenger Tour 2023. Si è giocato allo Stadio Beppe Croce presso Valletta Cambiaso a Genova, in Italia, dal 4 al 10 settembre 2023.

## Partecipanti

### Teste di serie
| Nazionalità | Giocatore           | Ranking* | Testa di serie |
| ----------- | ------------------- | -------- | -------------- |
|             | Aleksandr Ševčenko  | 83       | 1              |
| Argentina   | Federico Coria      | 91       | 2              |
| Brasile     | Thiago Seyboth Wild | 106      | 3              |
| Ungheria    | Zsombor Piros       | 112      | 4              |
| Brasile     | Thiago Monteiro     | 118      | 5              |
| Francia     | Benoît Paire        | 125      | 6              |
| Italia      | Fabio Fognini       | 146      | 7              |
| Italia      | Andrea Vavassori    | 163      | 8              |

* Ranking al 28 agosto 2023.

### Altri partecipanti
I seguenti giocatori hanno ricevuto una wild card per il tabellone principale:
- Enrico Dalla Valle
- Giovanni Fonio
- Marcello Serafini

I seguenti giocatori sono passati dalle qualificazioni:
- Federico Iannaccone
- Tseng Chun-hsin
- Lorenzo Rottoli
- Andrea Picchione
- Giovanni Oradini
- Hady Habib

Il seguente giocatore è entrato in tabellone come lucky loser:
- Miljan Zekić

## Punti e montepremi
| Torneo    | Torneo              | V      | F      | SF    | QF    | 2T    | 1T    | Q | Q2  | Q1  |
| Singolare | Punti               | 125    | 75     | 45    | 25    | 11    | 0     | 5 | 2   | 0   |
| Singolare | Premi in denaro (€) | 19,650 | 11,570 | 6,850 | 3,990 | 2,345 | 1,420 | – | 710 | 355 |
| Doppio    | Punti               | 125    | 75     | 45    | 25    | –     | 0     | – | –   | –   |
| Doppio    | Premi in denaro (€) | 8,420  | 4,900  | 2,940 | 1,750 | –     | 990   | – | –   | –   |

## Campioni

### Singolare
Thiago Seyboth Wild ha sconfitto in finale  Fabio Fognini con il punteggio di 6–2, 7–6(3).

### Doppio
Giovanni Oradini /  Lorenzo Rottoli hanno sconfitto in finale  Ivan Sabanov /  Matej Sabanov con il punteggio di 6–4, 6–3.